# Twilight Struggle (jogo de tabuleiro)

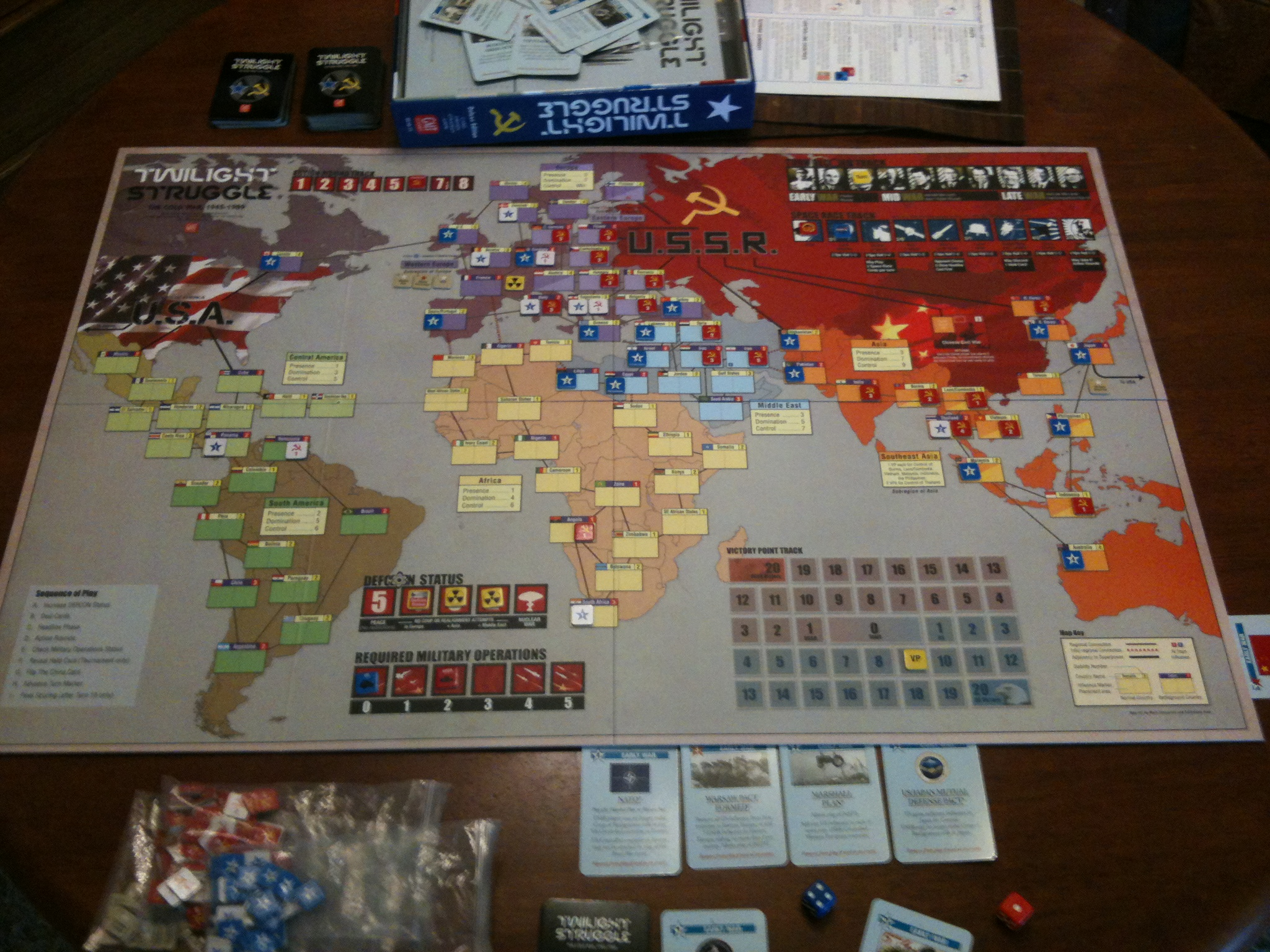
Tabuleiro do Twilight Struggle

Twilight Struggle é um jogo de estratégia que recria as tensões dos 44 anos da Guerra Fria entre americanos e soviéticos. É publicado pela empresa americana GMT.
Uma das suas características marcantes é a pouca utilização de dados, principalmente levando em conta que se trata de um wargame. Para substituir em grande parte as jogadas de dados, utiliza um sistema de cartas.
Em Twilight Struggle as cartas de eventos cobrem os principais acontecimentos do período, do Bloqueio de Berlim, passando pela Guerra do Vietnã, os movimentos pela paz e até um dos momentos mais tensos com a Crise dos Mísseis de Cuba.
Após muitos anos na primeira posição no ranking, foi ultrapassado em 2015 pelo jogo Pandemic Legacy: Season 1.
O jogo ocupa hoje o ranking número 3 do site Board Game Geek, maior referência mundial em jogos de tabuleiro e card games.